# Alterra Mountain Company
Alterra Mountain Company is een Amerikaans bedrijf dat in 2018 werd opgericht en in Denver (Colorado) is gevestigd. Het is een dochteronderneming van KSL Capital Partners en Henry Crown and Company. Het is een conglomeraat van verschillende Noord-Amerikaanse wintersportgebieden. KSL en Aspen Snowmass kochten in april 2017 Intrawest op, gevolgd door Mammoth Resorts en Deer Valley later hetzelfde jaar. In januari 2018 werd die aanwinsten geconsolideerd onder de nieuwe bedrijfsnaam. 

## Wintersportgebieden
- Big Bear Mountain (Big Bear Lake, Californië)
- Blue Mountain (Collingwood, Ontario)
- Crystal Mountain Resort (Enumclaw, Washington)
- Deer Valley (Park City, Utah)
- June Mountain (June Lake, Californië)
- Mammoth Mountain (Mammoth Lakes, Californië)
- Palisades Tahoe (Olympic Valley, Californië)
- Snowshoe (Snowshoe, West Virginia)
- Solitude Mountain Resort (Solitude, Utah)
- Steamboat (Steamboat Springs, Colorado)
- Stratton (Stratton Mountain, Vermont)
- Snow Summit (Big Bear Lake, Californië)
- Sugarbush Resort (Warren, Vermont)
- Tremblant (Mont-Tremblant, Quebec)
- Winter Park Resort (Winter Park, Colorado)